# Världens historia

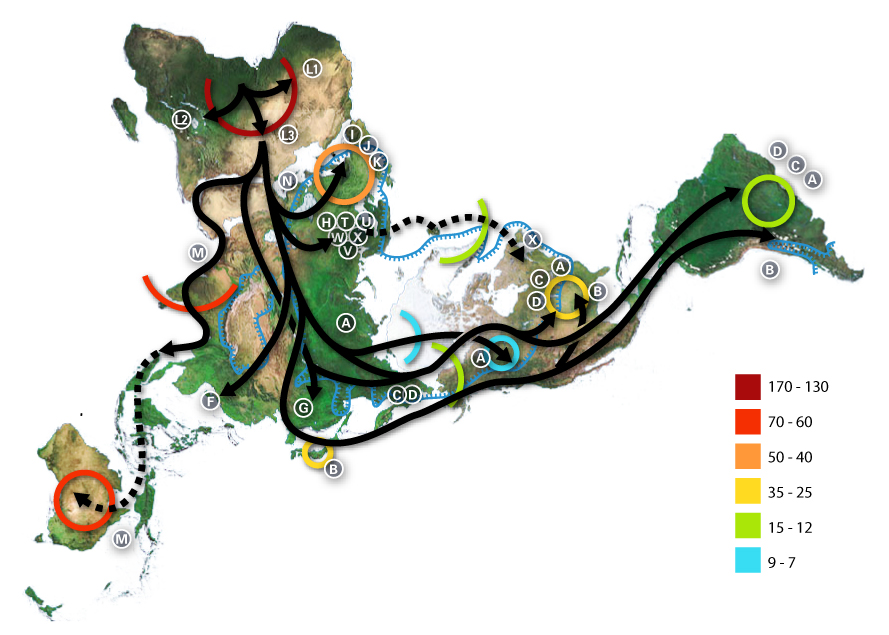
Människans utbredning över jordens kontinenter, baserat på skillnader för mitokondriellt DNA. Färgerna markerar tiden i enheten kiloannum, ka. Den geografiska nordpolen i bildens centrum. Afrika uppe, Australien och Sydamerika nere i var sin ända.

Med världshistoria brukar man syfta på människans historia. Detta brukar skiljas från jordens historia som börjar med planetens bildande, och universums historia som börjar med Big Bang.
Det finns en indelning i förhistorisk tid, som övergick i historisk tid när skriften utvecklades.

## Äldre stenåldern

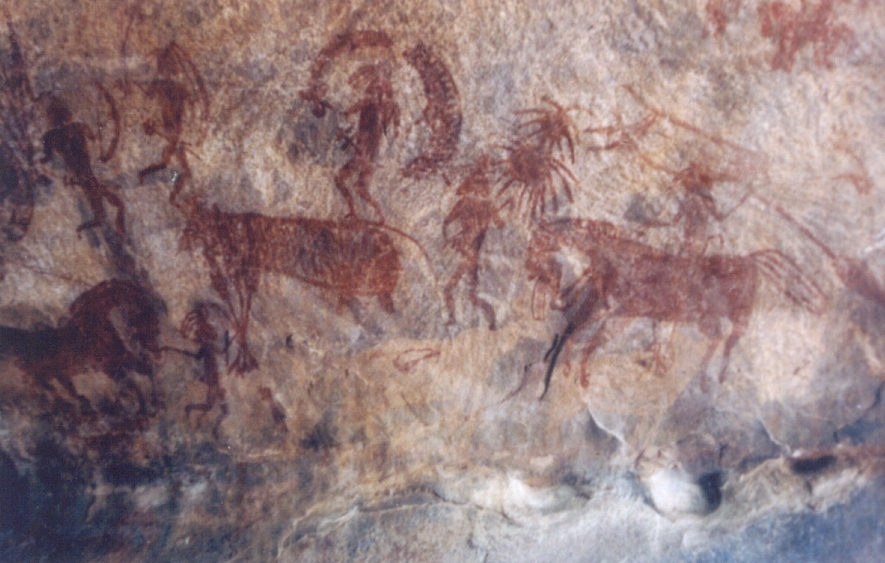
Grottmålning i Bhimbetka, Indien. Konsten är betydligt äldre än skriften.

Den moderna människan (Homo sapiens) uppstod för ungefär 200 000 år sedan, troligen i Afrika[källa behövs]. Därifrån spred hon sig till andra kontinenter. Till Europa kom hon för cirka 40 000 år sedan där hon så småningom ersatte Neanderthalmänniskan.

## Amerikanska ursprungsbefolkningens historia
Runt år 13 000 f. Kr. vandrade en grupp människor över Berings Sund till Alaska och koloniserade Amerika. Denna grupp var med ett fåtal undantag isolerad från övriga mänskligheten fram till 1400-talet.

## Jordbruket föds
Enligt treperiodssystemet delas människans historia in i stenåldern, bronsåldern och järnåldern utefter vilka kvarlämningar som funnits. För ungefär 10 000 år sedan, då människor i olika delar av världen utvecklade jordbruk, började yngre stenåldern, neolitikum. På jordbruket följde boskapsskötsel, städer, skrift, stater och arméer. Olika former av specialiserat hantverk uppstod, bland annat snickeri, keramik, textiltillverkning och murarkonst. Det uppkom olika samhällsklasser med bland annat präster, köpmän och slavar.

### Flodkulturerna

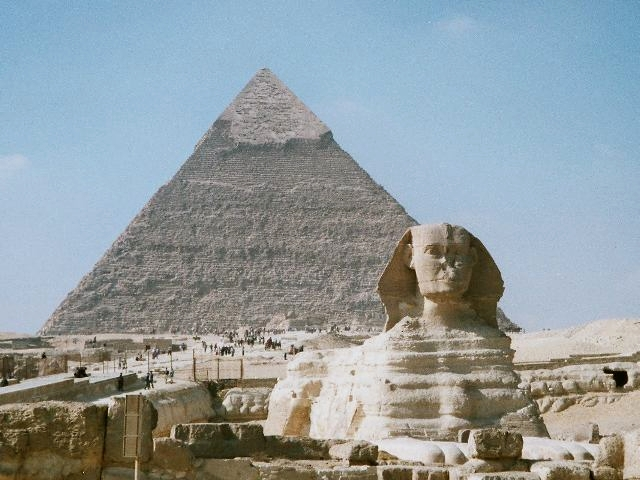
Det forntida Egypten var en flodkultur som uppförde många stora byggnadsverk.

De första städerna uppstod på flodslätter. Tydliga exempel är antikens Egypten vid Nilen, Mesopotamien, Induskulturen och Gula floden i Kina. Floder användes för bevattning och transport. Vissa flodkulturer underkuvade främmande folkslag och blev imperier.

## Antiken
Den västerländska civilisationen brukar räkna sin början till det antika Grekland och romerska riket. De största imperierna under denna tid var perserriket, Indien och Kina. Under denna tid etablerades de flesta av världsreligionerna; i Mellanöstern uppstod judendom, i Iran zoroastrism, kristendom och islam, och i Indien och Kina utvecklades buddhism, daoism och konfucianism.
Under bantumigrationen spred sig bantufolken över större delen av södra Afrika, och kom att dominera över pygméer och khoisanfolk.
Polynesien befolkades under antiken genom resor över havet. Till Nya Zeeland anlände de första människorna år 1100 efter Kristi födelse.

## Medeltiden

Präst, riddare och arbetare. I det medeltida Europa var ståndssamhället påtagligt.

Efter det romerska imperiets fall på 400-talet började i Europa en period som senare kom att kallas medeltiden. Under samma period spreds islam i norra Afrika och västra Asien, och araberna blev framstående inom kultur och vetenskap. Olika asiatiska ryttarfolk dominerade Asiens inre, och mongolväldet erövrade större delen av Eurasien under 1200-talet.
Även kristendomen spreds över Europa, först inom romarriket och sedan till Norden och Östeuropa. Kristnandet av Norden innebar slutet på vikingatiden. De kristna furstendömenas försök att erövra det heliga landet ledde till korstågen.
Under denna tid utvecklades stadskulturer i Amerika, som inkariket och aztekriket.
Vid 1400-talet började Europa få ett tekniskt försprång framför araberna och Kina, när segelfartyg och eldvapen utvecklades.

## Europas expansion

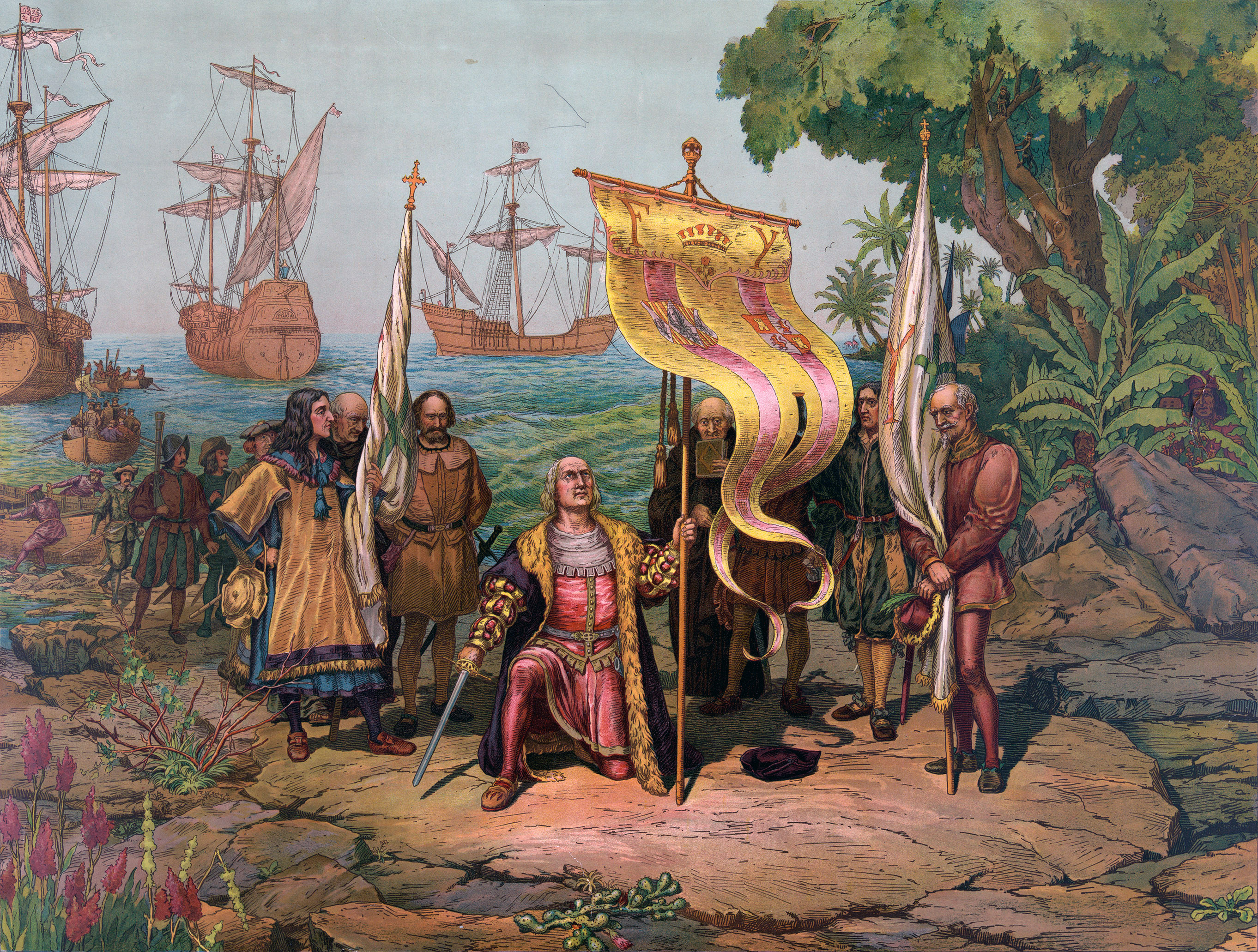
Christofer Columbus var en av de europeiska upptäcktsresande som gjorde anspråk på den nya världen.

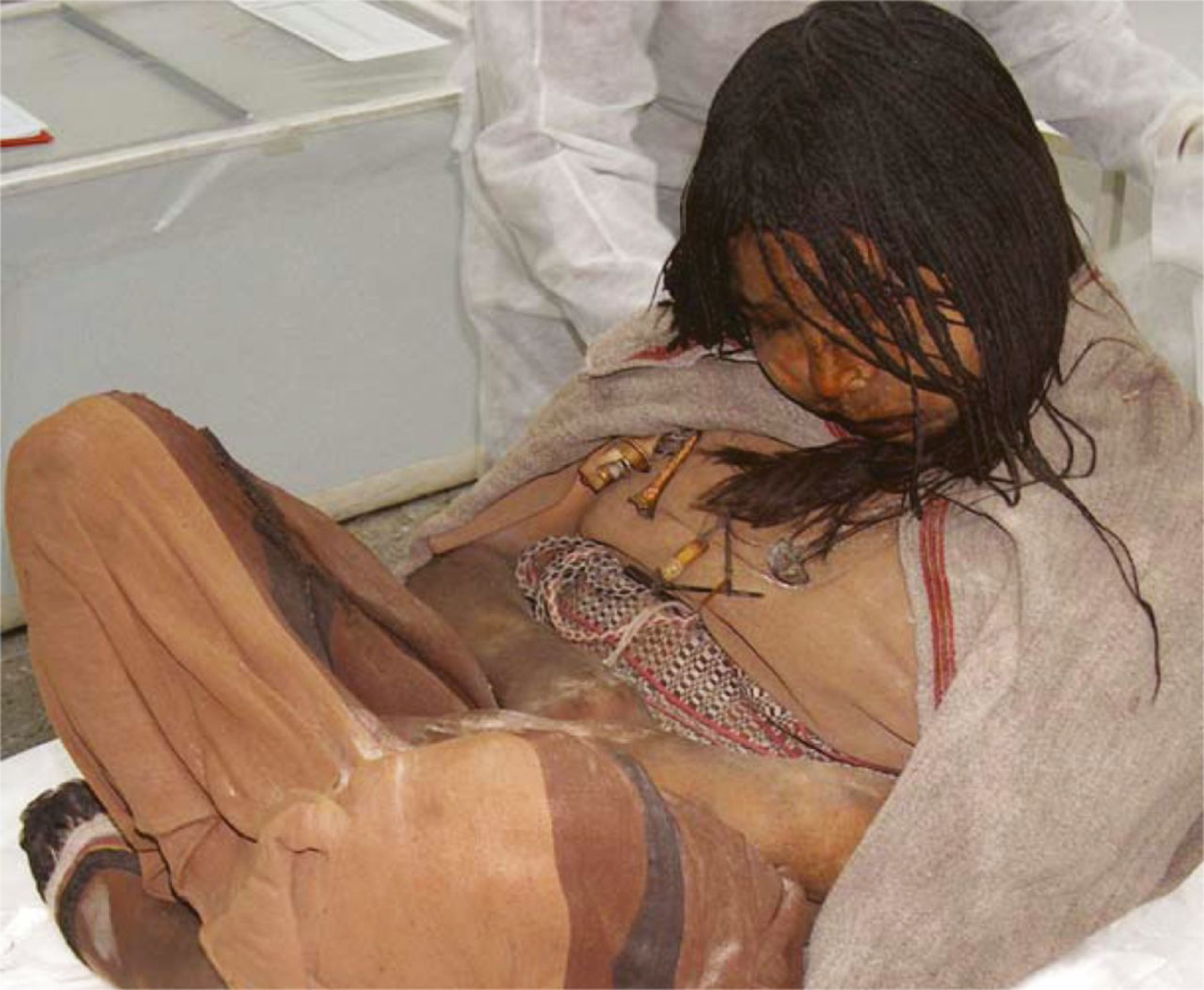
Inkamumien "La Doncella", en av de välbevarade mumier som upptäcktes 1999 i vulkanen Llullaillaco i Salta i Argentina.

Under 1400-talets slut började européer genomföra upptäcktsresor för att senare grunda kolonier. Segelfartyg, hästar, eldvapen och stålverktyg gav Europa ett tekniskt och ekonomiskt överläge som kom att bestå fram till 1900-talet. För många folkslag i Amerika, Afrika, Asien och Oceanien fick kontakten med européer förödande konsekvenser, framför allt när de innebar att européerna smittade dem med farsoter, såsom mässling och röda hund, som de andra folken saknade resistens mot.
Europas stormakter - framför allt England (senare Storbritannien), Frankrike, Spanien och Portugal - var rivaler i och utanför Europa. Reformationen ledde till att flera protestantiska kyrkor uppstod i revolt mot katolska kyrkan, som genomförde en motreformation. Denna konflikt nådde sin höjd i trettioåriga kriget. I samband med detta krig trädde även Nederländerna fram som kolonialmakt. Ryssland, som under medeltiden varit pressat av mongoler, började breda ut sig över Sibirien.
Under 1700-talet kom upplysningen där filosofer lade grunden till ideologier som konservatism, liberalism och socialism. I bland annat Västafrika och Mellanöstern förekom alltjämt slaveri. Genom transatlantiska slavhandeln anlände många afrikanska slavar till de europeiska kolonierna. Slaveriet bestod fram till nordamerikanska inbördeskriget under 1860-talet.

## Industriella revolutionen

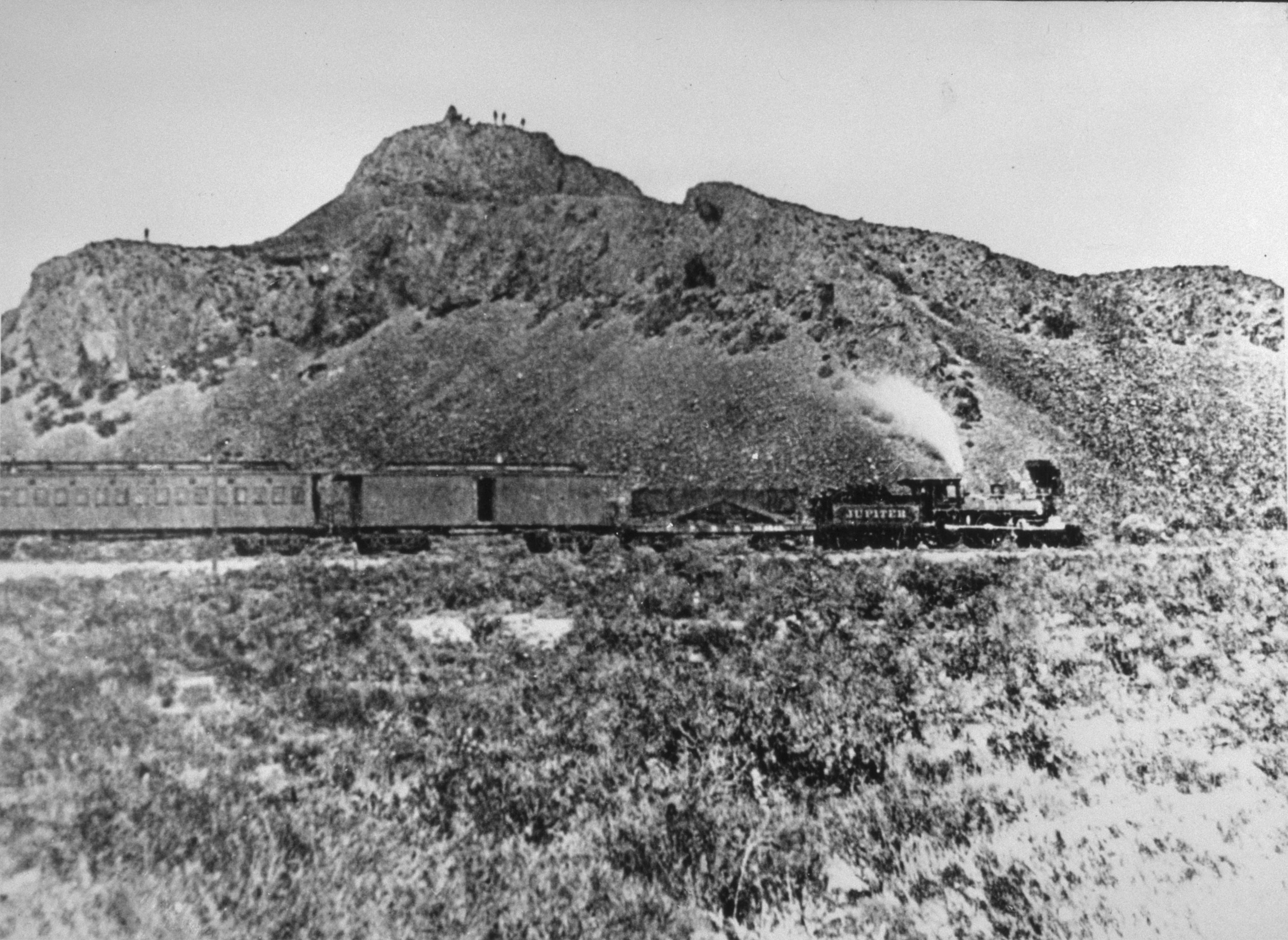
Transkontinental järnväg i USA. Indianer syns i bakgrunden.

Under 1700-talet inleddes i England den industriella revolutionen, som nådde Europa och Nordamerika under 1800-talet, och alltjämt håller på att sprida sig över världen. Japan var det första land utanför västvärlden som industrialiserades. Ångmaskiner drev järnvägar, ångfartyg och industrier. Processen då de under 1900-talet ersattes av elektriska motorer och förbränningsmotorer kallas den andra industriella revolutionen.

### Kolonialväldenas uppgång och fall

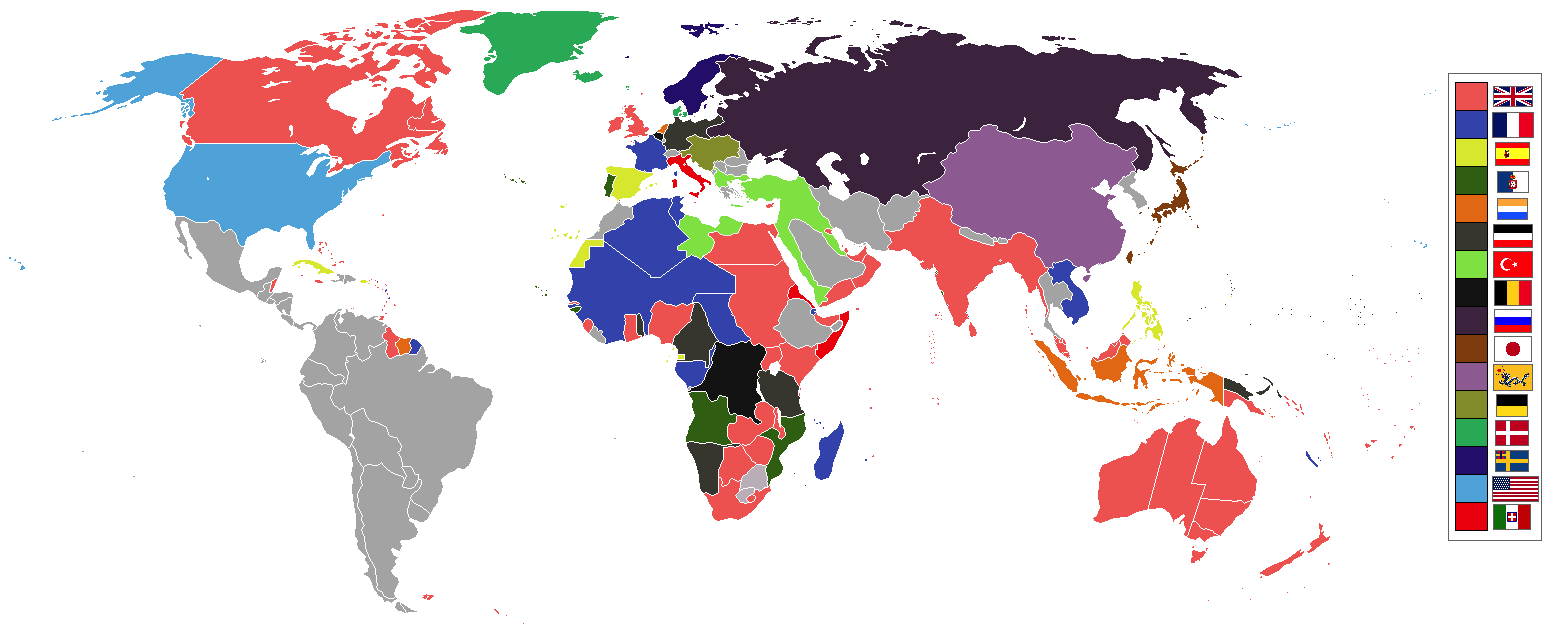
Världens politiska uppdelning 1898, då de flesta kolonialvälden stod på sin höjd.

Under upplysningstiden hade många tänkare börjat ifrågasätta de europeiska monarkierna och ståndssamhället. Dessa idéer bidrog till det första stora koloniala upproret - amerikanska revolutionen under 1770-talet. Därpå följde franska revolutionen, som inspirerade till en rad omvälvningar där kungen, adeln och kyrkan försvagades eller avskaffades.
Den nationalistiska rörelsen bidrog till att vissa småstatsförbund utvecklades till nationalstater (till exempel Kejsardömet Tyskland och Italien), och att vissa nationer utan egna stater gjorde uppror mot imperier (se Balkankrigen).
Större delar av Latinamerika blev självständiga under 1800-talets början. De europeiska kolonialväldena lade under sig stora delar av Asien och Afrika (se kapplöpningen om Afrika), och stod på sin höjd när första världskriget inleddes år 1914. Den största vågen av avkolonisering skedde mellan 1945 och 1960, och inleddes med Indien och Pakistans självständighet från Storbritannien 1947.

### Världskrigen

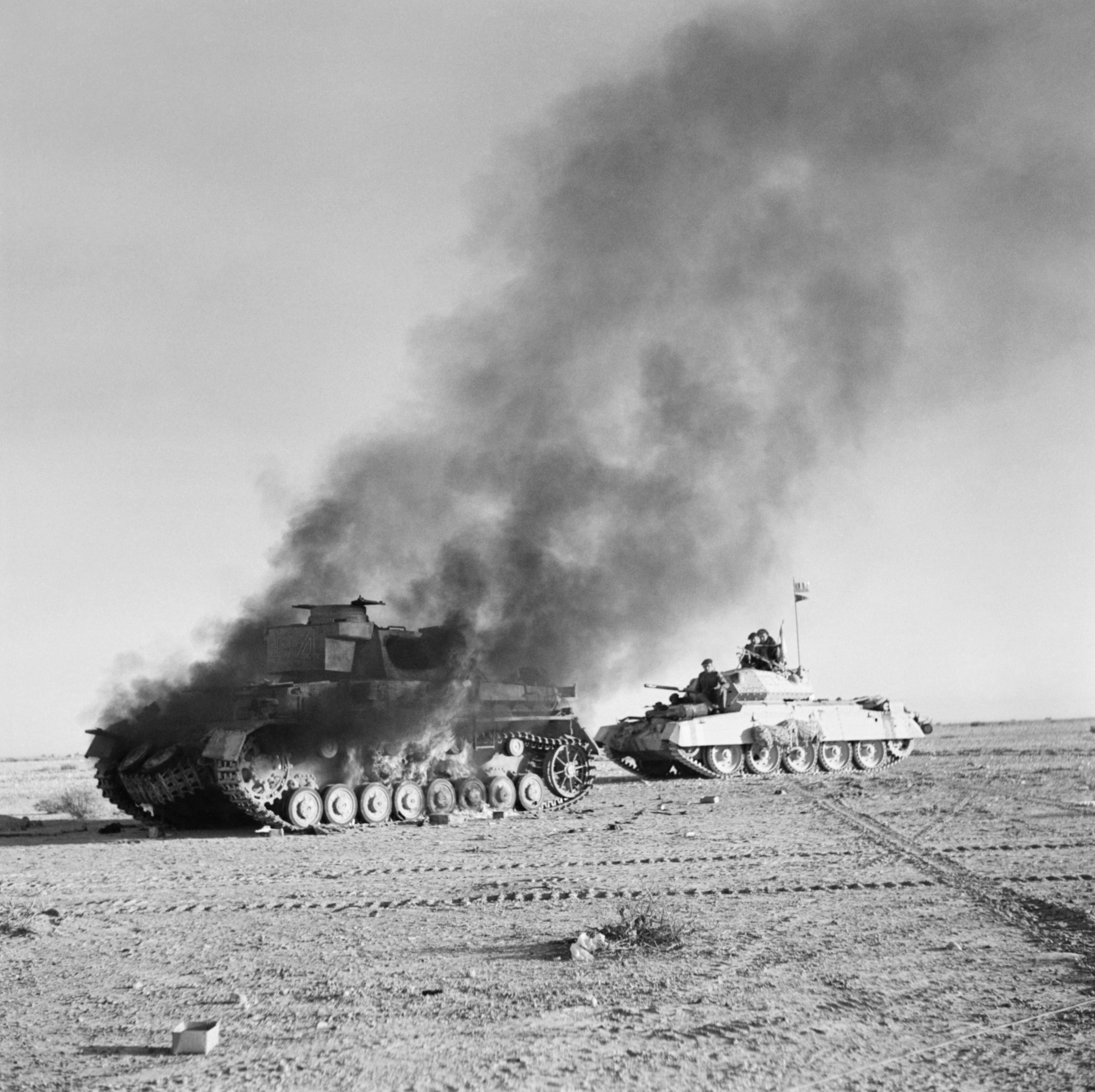
I första och andra världskriget användes massproducerade vapen, som bomber, stridsvagnar och stridsflygplan. Tiomiljontals människor stupade i vart och ett av krigen.

Första världskriget ägde framför allt rum i Europa. Under detta krig fullbordades ryska revolutionen, som avslutade det ryska tsardömet, och i stället bildades Sovjetunionen som en proletariatets diktatur. Centralmakterna i första världskriget - Kejsardömet Tyskland, Österrike-Ungern och Osmanska riket - gav upp kriget, vilket ledde till deras upplösning. Alla dessa tre var imperier styrda av monarker.
Fascism och nationalsocialism var nya politiska rörelser som tog makten i flera länder i Europa.
Den stora depressionen inleddes 1929, och andra världskriget 1939.

### Kalla kriget

Världen 1980, under kalla kriget. Klicka på bilden för förklaring.

I andra världskrigets slutskede grundades Förenta nationerna, och det stod klart att världspolitiken skulle bli bipolär, med västmakterna (USA, Storbritannien och Frankrike) på ena sidan, och Sovjetunionen på den andra. Under kalla kriget pågick avkoloniseringen för fullt. I rymdkapplöpningen mellan USA och Sovjetunionen utvecklande man månlandare och rymdstationer, och samtidigt kärnvapenbärande robotvapen som skulle kunna utplåna hela mänskligheten. Konflikter som Koreakriget och Vietnamkriget var kraftmätningar mellan stormakterna och deras samhällssystem. Motkultur och sexuella revolutionen spred sig från västvärlden till övriga världen. Kalla kriget slutade med Revolutionerna i Östeuropa 1989 och Sovjetunionens upplösning under 1990-talet.

### Efter kalla kriget
Efter kalla kriget stod USA som världens enda stormakt. Europeiska gemenskapen utvecklades till Europeiska unionen, som utvidgats till att omfatta de flesta av Europas länder, som 2002 införde euron som gemensam valuta. Under 1990-talet har Kina genomgått en stark ekonomisk utveckling. Terrordåden den 11 september inledde kriget mot terrorismen, som bland annat inneburit att USA och dess allierade invaderat Afghanistan och Irak. Perioden har också präglats av den digitala revolutionen och den arabiska revolutionen.